# Kabinett Patto per San Marino
Das Kabinett Patto per San Marino regierte San Marino vom 3. Dezember 2008 bis zum 5. Dezember 2012.
Das Wahlbündnis Patto per San Marino wurde am 10. September 2008 gegründet. Bei den vorgezogenen Parlamentswahlen am 9. November 2008 erhielt das Bündnis 54,22 % der abgegebenen Stimmen und 35 der 60 Sitze im Consiglio Grande e Generale. Es setzte sich aus folgenden Listen und Parteien zusammen.
| Liste                                 | Parteien                                  |
| ------------------------------------- | ----------------------------------------- |
| Lista PDCS–EPS–AeL                    | Partito Democratico Cristiano Sammarinese |
| Lista PDCS–EPS–AeL                    | Europopolari per San Marino               |
| Lista PDCS–EPS–AeL                    | Arengo e Libertà                          |
| Lista Alleanza Popolare               | Alleanza Popolare                         |
| Lista Unione Sammarinese dei Moderati | Popolari Sammarinesi                      |
| Lista Unione Sammarinese dei Moderati | Alleanza Nazionale Sammarinese            |
| Lista della Libertà                   | Noi Sammarinesi                           |
| Lista della Libertà                   | Nuovo Partito Socialista                  |

## Liste der Minister
Die san-marinesische Verfassung kennt keinen Regierungschef, im diplomatischen Protokoll nehmen zwei Capitano Reggente die Rolle des Regierungschefs ein.
| Amt         | Minister             | Partei          | Amtszeit                             |
| ----------- | -------------------- | --------------- | ------------------------------------ |
| Auswärtiges | Antonella Mularoni   | AP              | 03. Dezember 2008 – 5. Dezember 2012 |
| Inneres     | Valeria Ciavatta     | AP              | 03. Dezember 2008 – 5. Dezember 2012 |
| Finanzen    | Gabriele Gatti       | PDCS            | 03. Dezember 2008 – 19. April 2010   |
| Finanzen    | Pasquale Valentini   | PDCS            | 30. April 2010 – 5. Dezember 2012    |
| Bildung     | Romeo Morri          | Popolari        | 03. Dezember 2008 – 16. Juli 2012    |
| Gesundheit  | Claudio Podeschi     | PDCS            | 03. Dezember 2008 – 5. Dezember 2012 |
| Territorium | Gian Carlo Venturini | PDCS            | 03. Dezember 2008 – 5. Dezember 2012 |
| Arbeit      | Gian Marco Marcucci  | EpS             | 03. Dezember 2008 – 1. März 2011     |
| Arbeit      | Francesco Mussoni    | PDCS            | 01. März 2011 – 5. Dezember 2012     |
| Industrie   | Marco Arzilli        | Noi Sammarinesi | 03. Dezember 2008 – 5. Dezember 2012 |
| Justiz      | Augusto Casali       | NPS             | 03. Dezember 2008 – 19. Juli 2012    |
| Tourismus   | Fabio Berardi        | AeL             | 03. Dezember 2008 – 5. Dezember 2012 |

### Bemerkungen
1. ↑  Segretario di Stato per gli Affari Esteri, gli Affari  Politici, le Telecomunicazioni e i Trasporti (bis 19. Juli 2012)

_ Segretario di Stato per gli Affari Esteri, gli Affari  Politici, le Telecomunicazioni, i Trasporti e l’Informazione (ab 20. Juli 2012)
2. ↑  Segretario di Stato per gli Affari Interni, e la Protezione Civile
3. ↑  Segretario di Stato per le Finanze e il Bilancio, i Rapporti con l’A.A.S.F.N. (bis 19. Juli 2012)

_ Segretario di Stato per le Finanze e il Bilancio, i Rapporti con l’A.A.S.F.N. e la Pubblica Istruzione (ab 20. Juli 2012)
4. ↑  Segretario di Stato per l’Istruzione e la Cultura, l’Università e le Politiche Giovanili
5. ↑  Segretario di Stato per la Sanità e Sicurezza Sociale, la Previdenza, la Famiglia e gli Affari Sociali, le Pari Opportunità
6. ↑  Segretario di Stato per il Territorio e l’Ambiente, l’Agricoltura e i Rapporti con l’A.A.S.P. (bis 19. Juli 2012)

_ Segretario di Stato per il Territorio e l’Ambiente, l’Agricoltura, i Rapporti con l’A.A.S.P. e la Giustizia (ab 20. Juli 2012)
7. ↑  Segretario di Stato per il  Lavoro, la Cooperazione, le Poste (bis 19. Juli 2012)

_ Segretario di Stato per il  Lavoro, la Cooperazione, le Poste e le Politiche Giovanili (ab 20. Juli 2012)
8. ↑  Segretario di Stato per l’Industria, l’Artigianato e il Commercio (bis 19. Juli 2012)

_ Segretario di Stato per l’Industria, l’Artigianato, il Commercio, la Ricerca e l’Università (ab 20. Juli 2012)
9. ↑  Segretario di Stato per la Giustizia, l’Informazione, la Ricerca e i Rapporti con le Giunte di Castello
10. ↑  Segretario di Stato per il Turismo, lo Sport, la Programmazione Economica e i Rapporti con l’A.A.S.S. (bis 19. Juli 2012)

_ Segretario di Stato per il Turismo, lo Sport, la Programmazione Economica, i Rapporti con l’A.A.S.S. e la Cultura (ab 20. Juli 2012)

## Veränderungen
Gabriele Gatti erklärte am 19. April 2010 seinen Rücktritt, Rasquale Valentini wurde am 30. April vom Consiglio Grande zu seinem Nachfolger gewählt.
Die EpS erklärten ihren Austritt aus der Regierungskoalition und vereinigten sich am 4. März 2011 mit den Democratici di Centro zur Unione per la Republica. Ihr Minister Gian Marco Marcucci erklärte am 21. Februar 2011 seinen Rücktritt.
Am 16. Juli 2012 verließen die UdSM und die NPS die Regierung, Augusto Casali und Romeo Morri traten am 19. Juli zurück. Damit verlor die Regierung ihre Mehrheit im Parlament. Bis zu den Neuwahlen im November 2012 wurden die Zuständigkeiten von Casali und Morri auf die anderen Minister aufgeteilt.